# Ula kiushiuensis
Ula (Ula) kiushiuensis là một loài ruồi trong họ Pediciidae. Chúng phân bố ở vùng sinh thái Palearctic.